# Condado de Fremont (Wyoming)
El condado de Fremont (en inglés: Fremont County) fundado en 1884 es un condado en el estado estadounidense de Wyoming. En el 2000 el condado tenía una población de 35.804 habitantes en una densidad poblacional de 2 personas por km². La sede del condado es Lander.

## Geografía
Según la Oficina del Censo, el condado tiene un área total de 23 999 km² (9266,0 mi²), de la cual 23 781 km² (9181,9 mi²) es tierra y 218 km² (84,2 mi²) (0.90%) es agua.

### Condados adyacentes
- Condado de Hot Springs - norte
- Condado de Washakie - noreste
- Condado de Natrona - este
- Condado de Carbon - sureste
- Condado de Sweetwater - sur
- Condado de Sublette - oeste
- Condado de Teton - noroeste
- Condado de Park - noroeste

## Demografía
En el 2000 la renta per cápita promedia del condado era de $$32,503, y el ingreso promedio para una familia era de $37,983. En 2000 los hombres tenían un ingreso per cápita de $30,620 versus $19,802 para las mujeres. El ingreso per cápita para el condado era de $16,519. Alrededor del 17.60% de la población estaba bajo el umbral de pobreza nacional.

## Comunidades

### Ciudades
- Lander
- Riverton

### Pueblos
- Dubois
- Hudson
- Pavillion
- Shoshoni

### Lugares designados por el censo
| - Arapahoe - Atlantic City - Boulder Flats - Crowheart | - Ethete - Fort Washakie - Jeffrey City - Johnstown |

### Otras comunidades
- Kinnear
- Kotey Place
- Lysite
- Miner's Delight
- St. Stephens
- South Pass City